# Batalla del Biobío
La batalla del Biobío fue una batalla del Ejército Unido Libertador de Chile librada el 19 de enero de 1819  que cerró la Segunda campaña al sur de Chile.

## Antecedentes
Victorioso en la batalla de Maipú, el general José de San Martín regresó a Buenos Aires para impulsar los preparativos de la expedición libertadora del Perú.
El comandante realista Mariano Osorio con sólo unos 600 hombres pudo llegar a Talcahuano donde reuniendo guarniciones locales y milicias voluntarias levantó un nuevo ejército de 1.200 hombres, solo la mitad con armas. Su segundo, el coronel Juan Francisco Sánchez pasó a Los Ángeles para levantar caballadas, entrenar milicias y, sobre todo, sumar a los araucanos a la lucha. Sánchez adelanto a Chillán a Clemente Lantaño, quien destruyó las avanzadas patriotas en Parral y Cauquenes.
Los realistas controlaban Chiloé y Valdivia, así como buena parte de la provincia de Concepción. La línea patriota se extendía sobre el río Maule con base en Talca, y era defendida solo por algunas tropas del Regimiento de Granaderos a Caballo al mando del comandante argentino José Matías Zapiola.
Zapiola destacó a Miguel Cajaraville para reconquistar Parral lo que este realizó con éxito el 27 de mayo eliminando a sus defensores, pero ante el invierno, contando con fuerzas muy inferiores y una extensa línea que cubrir, Zapiola pidió refuerzos y paralizó sus operaciones.
Para el mes de julio Osorio contaba con una fuerza de 2.161 hombres de las tres armas. Considerada insuficiente para resistir una ofensiva, recibió órdenes de partir a Lima, lo que hizo el 8 de septiembre tras desmantelar las defensas de Talcahuano. Osorio llevaba con él unos 800 hombres y quedaban en Chile al mando de Suárez unos 1.100 hombres pertenecientes a las unidades chilenas realistas de los batallones de infantería de Valdivia y Concepción, caballería de los Dragones de la Frontera y milicias locales, mandados por oficiales españoles, con excelente conocimiento del territorio pero indisciplinados y mal armados.
En Santiago de Chile la noticia del inminente arribo de la expedición Cantabria decidió al mando aliado a actuar. A fines de septiembre Zapiola recibió finalmente refuerzos, incluido el Batallón de Infantería n° 3 de Chile al mando del mayor Agustín López de Alcázar. 
En octubre a pesar de la acción de la escuadra chilena del comandante Manuel Blanco Encalada que logró capturar buena parte de la expedición proveniente de Cádiz, consiguieron desembarcar en Talcahuano 529 hombres del regimiento Cantabria, con lo que las fuerzas al mando del coronel Sánchez superaban los 1.600 hombres. La organización de la expedición al Perú y la ausencia de San Martín dieron a los realistas un respiro pero finalmente Sánchez decidió evacuar Concepción (tropas y población civil) y replegarse sobre Los Ángeles para reorganizar la defensa en concurso con los araucanos.

### Primera ofensiva
A comienzos de ese mes Zapiola cruzó el Maule y se situó en Parral. El 7 de noviembre inició el avance al frente de los batallones n.º 1 de Cazadores de Coquimbo al mando del coronel Isaac Thompson, el n° 3 de Chile al mando del ya mencionado mayor López de Alcázar y dos escuadrones de Granaderos al mando del teniente coronel Benjamín Viel, un total de 800 hombres. El 8 tomó San Carlos, el 12 vadeó el río Ñuble y tras dispersar una partida de guerrilleros realistas ocupó Chillán en la madrugada del 13 de noviembre.
Con fuerzas inferiores y temiendo ser flanqueado por la cordillera y cortado por las fuerzas de Lantaño, el 15 de noviembre Zapiola regresó a Parral donde encontró instrucciones de Santiago de detener el avance y mantener la posición hasta la llegada de un nuevo comandante. En su campaña había perdido cerca de cien hombres entre muertos y desertores pero el resultado de la ofensiva de Zapiola había sido desastroso para los realistas. Sánchez tuvo noticias de la toma de Chillán el 15 y apresuró la retirada en medio de un gran desorden y numerosas deserciones.
Mientras en Santiago de Chile se preparaban los refuerzos para reanudar la campaña en el sur y se impulsaba el nombramiento de un nuevo comandante se envió al coronel Ramón Freire como comandante en jefe de las fuerzas al sur del Maule e intendente de la provincia de Concepción y al teniente coronel Manuel Escalada como nuevo comandante de los Granaderos en reemplazo de Zapiola.
Las tropas patriotas sumaban dos batallones de infantería, dos escuadrones de caballería y cuatro cañones, 1.603 hombres en total. Las estimaciones de las fuerzas enemigas ascendían a más de 2.000 hombres. El 3 de diciembre Sánchez respondió la intimación patriota y el 19 de diciembre Freire y Escalada iniciaron su avance. El 20 ocuparon San Carlos donde se les reunió el batallón de Cazadores de los Andes al mando de Rudecindo Alvarado y el 24 de diciembre una compañía de Granaderos al mando de Caravajille ocupó Chillán y batió las fuerzas en retirada al mando de Lantaño.

### Ejército del Sud
El 26 de diciembre se hacía cargo del Ejército del Sud el brigadier Antonio González Balcarce. Contaba con un ejército de 3.385 efectivos de las 3 armas, compuesto del Regimiento de Granaderos a Caballo (Manuel Escalada), Escolta Directorial (José María de la Cruz Prieto), 8 piezas de artillería, los batallones de infantería Cazadores de Los Andes (Rudecindo Alvarado), n° 1 de Chile (Juan de Dios Rivera) y el n° 1 de Cazadores de Coquimbo (Isaac Thompson).
Balcarce aguardo el resultado de la misión del capitán Vicente Benavides, realista supuestamente pasado a los patriotas y encargado de lograr la rendición o la disolución del ejército adversario por la deserción. Mientras, desplegó en guerrilla a los escuadrones de Granaderos. 
Benavides aprovechó el tiempo para reincorporarse a sus antiguos compañeros convirtiéndose en uno de sus líderes y el coronel Juan Francisco Sánchez para concentrar sus fuerzas en ambas márgenes del río Laja, en el territorio conocido como Isla de La Laja.
El 15 de enero de 1819 avanzó finalmente el ejército patriota llevando en vanguardia a los Granaderos y a los Cazadores de los Andes. El 16 pasó los ríos Diquillín e Itata y al anochecer alcanzó el río Laja. La vanguardia realista a cargo de Clemente Lantaño se replegó hacia Los Ángeles.
En la tarde del 17 el ejército patriota cruzó finalmente el río Laja sin resistencia alguna y acampó en las lomas cercanas, sin aprovechar para operar sin demora sobre Los Ángeles, donde reinaba la confusión ante el avance patriota.

## Ofensiva sobre el Bío Bío

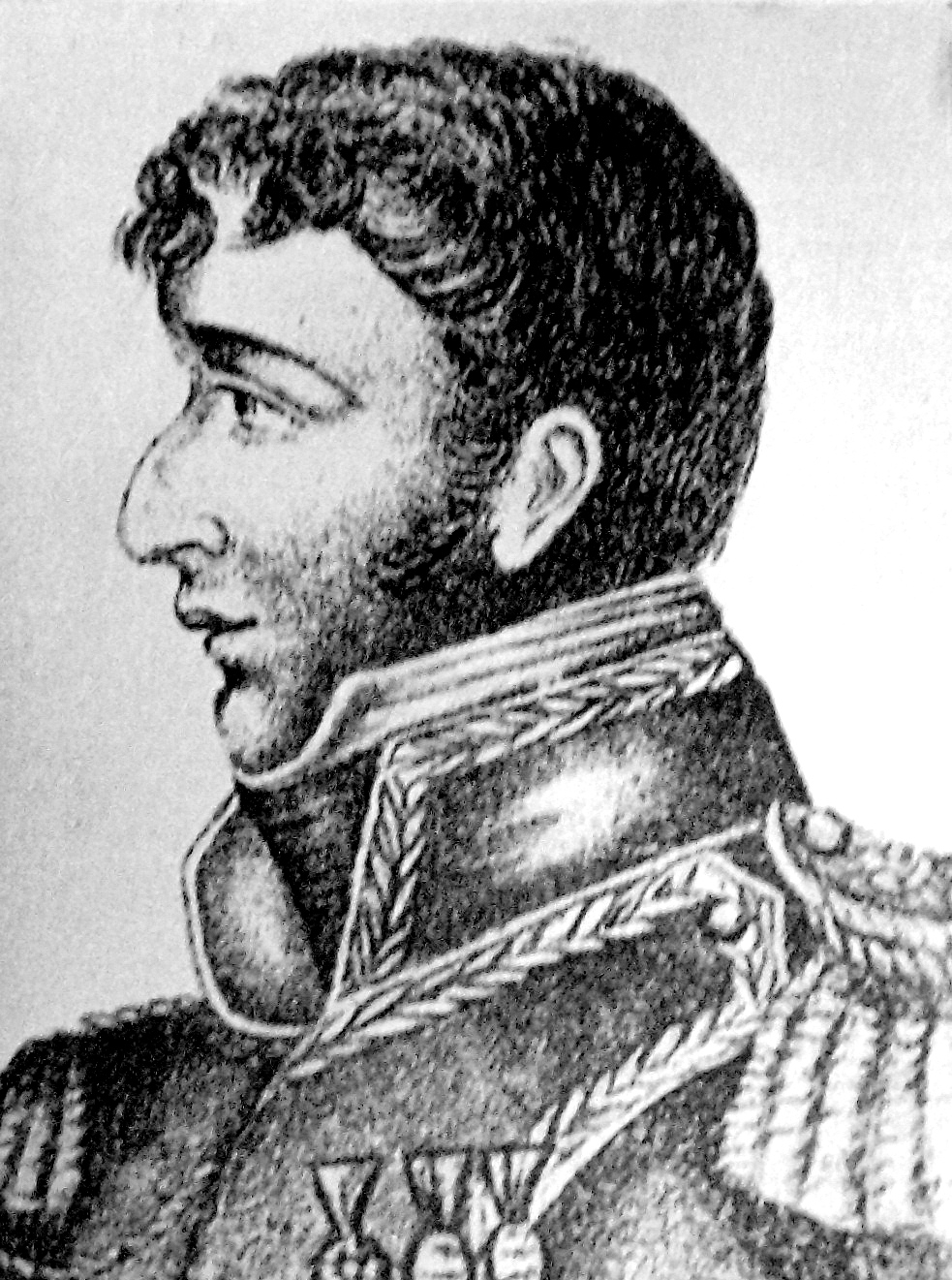
Antonio González Balcarce.

En la noche del 17 de enero, Sánchez inició la retirada de sus tropas hacia el Biobío para cruzarlo por el vado de Santa Fe, donde tenía ya dispuestas varias grandes balsas. Marchaban a pie 1600 soldados de las tres armas con al menos 11 piezas de artillería y una multitud de 2000 civiles: las monjas de Concepción y mujeres del pueblo, ancianos y niños, llevando sus posesiones.
Avanzado el 18 la columna alcanzó el Biobío. Ese mismo día la vanguardia patriota, unos 50 Granaderos al mando del sargento mayor Benjamín Viel, ocupó Los Ángeles y al comprobar la retirada realista se lanzó en su persecución. Tras recorrer 14 leguas a marchas forzadas llegó al río donde Viel comprobó que el cruce ya se había iniciado y para entorpecer la operación, sin esperar al grueso, envió un mensajero pidiendo a Los Ángeles el urgente envío de fuerzas de infantería y lanzó una carga sobre un escuadrón de lanceros que guardaba la retaguardia enemiga poniéndolo en fuga.

### Batalla del Biobío

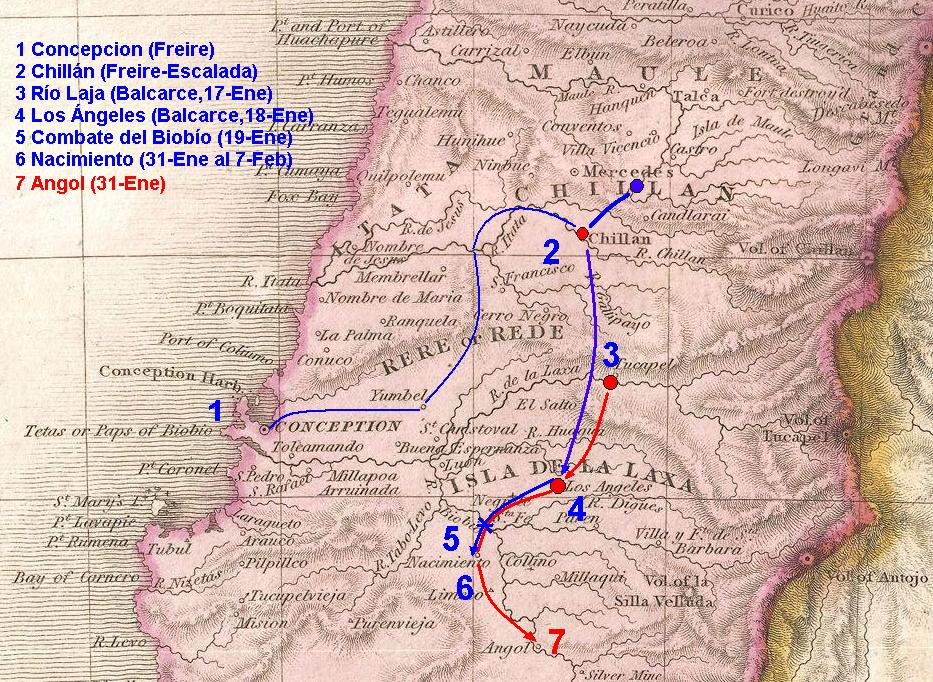
Ofensiva de Balcarce.

Llegado Escalada con el resto de la vanguardia, batió y dispersó a las partidas realistas que permanecían en la orilla derecha al mando del teniente Ramón Pauna, tomando 27 prisioneros y a 37 pasados, soldados chilenos de Dragones, tras lo que desplegó sus tropas en una loma aguardando la llegada de los refuerzos.
Recién en la madrugada del 19 habían partido de Los Ángeles el batallón de Cazadores y una pieza de artillería a cargo del teniente José de Olavarría, por lo que recién arribaron al Biobío al mediodía, tras 8 horas de marcha. 
Su comandante, Rudecindo Alvarado, asumió el mando de las fuerzas patriotas y a las 14:30 hizo avanzar sus tropas en dos cuerpos, la caballería por el llano del flanco derecho y la infantería por los bosques del flanco izquierdo, dejando una compañía de infantería en reserva y al cuidado de la impedimenta.
En la orilla sur abrieron fuego tres piezas de artillería realistas que causaron bajas entre los patriotas (una bala de cañón mató a uno de los ayudantes de Escalada, al lado mismo del comandante de Granaderos) pero también en sus propias fuerzas. 
Mientras la infantería efectuaba una descarga a quemarropa y se entraba a bayoneta entre las filas realistas "en ese mismo momento bajó a la playa el señor coronel de Granaderos don Manuel de Escalada con su regimiento que concluyó completamente con los enemigos que por allí corrían y aún iban entrando al río Biobío para atravesarlo (...) la oportuna irrupción del Regimiento de Granaderos a Caballo llevando delante de él el estrago y la muerte, obligó a aquellos a precipitarse al agua en gran confusión, donde encontraron su tumba multitud de ellos" (parte de Alvarado a Balcarce).
El entonces teniente de Granaderos Manuel Alejandro Pueyrredón relató la acción: 

"El coronel Alvarado, con la velocidad del rayo, avanzó sobre el enemigo con un fuego mortífero, hizo su última descarga a quemarropa y entró a la bayoneta; la pieza de Olavarría hizo lo mismo y el Regimiento, sable en mano, entró a cuchilladas a la línea enemiga, que peleaba cuerpo a cuerpo desesperadamente, porque en aquel lugar no tenía retirada. La acción fue de corta duración pero muy encarnizada y tenaz; el fuego había cesado en esta parte, pero las baterías del otro lado rompieron el fuego, que causaba más estragos en los suyos que en los nuestros. En la línea se combatía a fierro frío, a bayoneta y sable, hasta que vencidos completamente, huyeron los jefes y se fugaron las lanchas por el otro lado. Quedaron en el campo 400 muertos, algunos oficiales y 106 prisioneros, un número considerable de heridos que se recogieron del campo de batalla, y 4 piezas de artillería de a 12, 2 de fierro y 2 de bronce."

Controlada la orilla, las fuerzas patriotas se desplegaron y abrieron fuego de fusilería y con su único cañón sobre las balsas que transportaban a los últimos fugitivos, respondido desde la orilla sur por el fuego las tres piezas de artillería.
Gran parte de los civiles de todas las edades perecieron tratando de cruzar el río y sus equipajes quedaron desparramados en la costa. Los intentos de los granaderos de auxiliarlos bajo el fuego eran insuficientes y muchos perdieron la vida, entre ellos el abanderado de granaderos Eustaquio Bruix, que con un pequeño destacamento de Granaderos al mando de su hermano Alejo Bruix había entrado al río a socorrer a algunas familias abandonadas en un islote formado en un brazo del río.
En palabras del teniente Pueyrredón "era uno de esos actos que dejan un recuerdo imborrable de compasión mezclado de horror". Muchos de los civiles perecerían luego en territorio araucano o se convertirían en cautivos, entre ellos la comunidad de monjas: "he visto dos años después una de ellas que se presentó con dos hijos".
Los patriotas sufrieron 20 bajas entre muertos y heridos, entre los primeros el teniente 2° de Cazadores Atanasio Matus y el mencionado Bruix.
Si bien evitaron su total destrucción, las bajas realistas fueron importantes: "Al cruzar el coronel Sánchez con su desmoralizada división el caudaloso río Biobio en su marcha para la plaza de Nacimiento fue atacada su retaguardia por los insurgentes i acuchillada horriblemente su infantería i más de 500 realistas comprometidos que fueron víctimas de su fidelidad i de la falta de concierto en aquellas operaciones".
Quedaron en el campo de batalla 400 muertos, algunos oficiales y 106 prisioneros, un número considerable de heridos que se recogieron del campo de batalla, y 4 piezas de artillería de a 12, 2 de hierro y 2 de bronce. Un quinto cañón se perdió en el río. Perdió también armas, ganado y bagajes, todo ireemplazable en esas circunstancias. Sánchez continuó su marcha hacia el sur rumbo a la plaza de Nacimiento.
Asegurada la posición, el Regimiento de Granaderos a Caballo al mando del coronel Escalada cruzó el Biobío y desplegó partidas de reconocimiento. Una de ellas se encontró a una legua de la ribera con una división de 400 araucanos y tiroteándose en retirada envió parte a Escalada, quien ocultó sus tropas tras una colina. Los indios llegaron velozmente en su persecución al punto de la improvisada emboscada, en completo desorden y sin ver a los Granaderos, que aparecieron sobre la colina y cargaron sobre ellos. Después de una encarnizada lucha, los araucanos se retiraron perseguidos un largo trecho por los Granaderos, que perdieron 8 hombres entre muertos y heridos causando a los enemigos 40 muertos.

## Consecuencias
El 30 de enero los Granaderos ocupaban Nacimiento mientras Sánchez continuaba su repliegue hacia el sur alcanzando Tucapel el 2 de febrero. Allí una junta resolvió dividir las fuerzas realistas. Una división de 500 milicianos al mando de Benavides permanecería en el territorio resistiendo el avance patriota mientras el resto al mando de Sánchez marcharía a Valdivia. 
Balcarce decidió no perseguirlos. En su parte manifestaba que lo hacía debido tanto al "fatal estado de la caballada con que cuento (pues sólo me han remitido ciento sesenta caballos de los mil que debían venirme) como porque sería mui peligroso internarme por montañas y estrechos desfiladeros, antes de poner a los indios de mi parte".
Por otra parte, Balcarce consideraba que el núcleo del ejército realista había sido aniquilado, sus condiciones logísticas eran deplorables, su moral baja y que las mismas dificultades mencionadas para arribar a Valdivia actuarían sobre la tropa en retirada asegurando su disolución.
Confirmando en ese aspecto las previsiones de Balcarce, "cuando llegaron los realistas á la citada plaza de Valdivia á principios de marzo contaban escasamente con la fuerza de 550 hombres la mayor parte europeos i todos en el estado mas abatido de miseria i desnudez".
Balcarce dio por terminada la campaña y tras dejar parte de las tropas, principalmente infantería, al mando del ahora comandante de la zona Ramón Freire, el 17 de febrero regresaba a Santiago. No obstante Benavides consiguió levantar rápidamente un nuevo ejército de milicianos e indios y poner nuevamente en pie de guerra la campaña: el 21 de febrero batió un destacamento patriota en Santa Juana, el 23 destruyó otro en el Combate de Mesamávida e inició el sitio de Los Ángeles. Si bien toda amenaza real a la independencia de Chile y Argentina había desaparecido, la Guerra a muerte recién comenzaba.